# Wereldkampioenschappen openwaterzwemmen 2001
Openwaterzwemmen was een van de vijf sporten die deel uitmaakte van de Wereldkampioenschappen zwemsporten 2001, de andere sporten waren Zwemmen, Schoonspringen, Synchroonzwemmen en Waterpolo. De wedstrijden vonden plaats van 16 tot en met 21 juli 2001 in Fukuoka, Japan.

## Medaillespiegel
| Plaats | Land      | Goud | Zilver | Brons | Totaal |
| 1      | Italië    | 3    | 0      | 2     | 5      |
| 2      | Rusland   | 2    | 3      | 0     | 5      |
| 3      | Duitsland | 1    | 1      | 1     | 3      |
| 4      | Nederland | 0    | 1      | 1     | 2      |
| 4      | Frankrijk | 0    | 1      | 1     | 2      |
| 6      | Australië | 0    | 0      | 1     | 1      |
| Totaal | Totaal    | 6    | 6      | 6     | 18     |

## Podia

### Mannen
| Afstand:     | Goud:                         | Tijd    | Zilver:                       | Tijd    | Brons:                   | Tijd    |
| 5 kilometer  | Luca Baldini Italië           | 55.37   | Jevgeni Bezroetsjenko Rusland | 56.31   | Marco Formentini Italië  | 56.42   |
| 10 kilometer | Jevgeni Bezroetsjenko Rusland | 2:01.04 | Vladimir Dyatchin Rusland     | 2:01.06 | Fabio Venturini Italië   | 2:01.11 |
| 25 kilometer | Joeri Koedinov Rusland        | 5:25.32 | Stéphane Gomez Frankrijk      | 5:26.00 | Stéphane Lecat Frankrijk | 5:26.36 |

### Vrouwen
| Afstand:     | Goud:                  | Tijd    | Zilver:                  | Tijd    | Brons:                   | Tijd    |
| 5 kilometer  | Viola Valli Italië     | 1:00.23 | Peggy Büchse Duitsland   | 1:00.49 | Hayley Lewis Australië   | 1:00.52 |
| 10 kilometer | Peggy Büchse Duitsland | 2:17.32 | Irina Abyssova Rusland   | 2:17.47 | Edith van Dijk Nederland | 2:17.52 |
| 25 kilometer | Viola Valli Italië     | 5:56.51 | Edith van Dijk Nederland | 6:00.36 | Angela Maurer Duitsland  | 6:06.19 |